# 2MASS J08230313-4912012
DENIS-P J0823031−491201 ist ein L-Zwerg im Sternbild Segel des Schiffs. Er wurde 2008 von Ngoc Phan-Bao et al. entdeckt. Er gehört der Spektralklasse L1,5 an. Seine Position verschiebt sich aufgrund seiner Eigenbewegung jährlich um 0,138 Bogensekunden.